# Riddim
A riddim egy dal instrumentális változata, leginkább jamaicai zenére vonatkozik (főleg reggae és dancehall), illetve egyéb karibi műfajokra. A riddimek általában egy dobmintából és egy jellegzetes basszus dallamból állnak. Jamaicai patois nyelven a riddim annyit tesz: ritmus.
A riddimek az instrumentális alapjai a reggae, a dub, a ragga, a dancehall, és néha a ragga-soca szerzeményeknek. Más zenei vonatkozásban a riddimet groove-nak, vagy ütemnek/alapnak is nevezik. A legtöbb esetben a riddim kifejezés a teljes háttérsávot, vagy a ritmusszekciót jelenti, de régebbi roots riddimek esetében a „riddim” egy kifejezett basszusdallamra és dobmintára vonatkozik. Gyakran egy melódia is kapcsolódik a riddimhez, sőt esetenként egy művész több számot is készít ugyanazon riddim felhasználásával (pl. Elephant Man „Ele Melody” és „Father Elephant” című számai egyaránt a Supa Dups által készített Kopa riddimet használják).
A 70-es évektől kezdve a reggae zene – amelynek legnépszerűbb formája 1980 óta a "dancehall" – a "riddim" jelenségére támaszkodik, ami egy autonóm kísérő zenei alap, tipikusan egy ostinatóra alapszik (amely gyakran tartalmaz melodikus hangszerelést és ütőhangszereket is). Míg egy dancehall dal egy deejay énekléséből (vagy "voicing"-jéből) áll egy riddimen, a riddim nem kizárólagos az adott dalra, hanem tipikusan más dalokban is felhasználható – ez a gyakorlat például nem jellemző a rapre, ami szintén használ mintákra épülő kísérő ostinátókat.
A "riddim" helyzetére összpontosítva, sokféle konnotációjával, ez egy általános kifejezés, amely átfogja az összes helyi zenei stílus változatát.
| Riddim költészet         | Riddim költészet | Riddim költészet          | Riddim költészet                 |
| ------------------------ | ---------------- | ------------------------- | -------------------------------- |
| Dub költészet            | Rapso költészet  | Dél-afrikai dub költészet | Native/ őslakos dub költészet    |
| Jamaica, UK, USA, Kanada | Triniad          | Soweto                    | Kanada                           |
| reggae                   | calypso/ soca    | afrikai zene              | reggae ritmusok, őslakos dobzene |

## Fordítás
Ez a szócikk részben vagy egészben  a   Riddim című angol Wikipédia-szócikk fordításán alapul.  Az eredeti cikk szerkesztőit annak laptörténete sorolja fel. Ez a jelzés csupán a megfogalmazás eredetét és a szerzői jogokat jelzi, nem szolgál a cikkben szereplő információk forrásmegjelöléseként.

## Riddim Producerek
- MONXX
- Virtual Riot
- PhaseOne
- N3ÜRØ
- Dack Janiels
- Phiso
- A3
- Spass
- Warned
- Subtronics
- Midnight Tyrannosaurus
- ChainLynx
- Oolacile
- SVDDEN DEATH